# Октябрьский (Октябрьский район, Пермский край)
Октя́брьский — рабочий посёлок, административный центр Октябрьского района Пермского края России. Железнодорожная станция (Чад) на линии Казань — Екатеринбург.
Население — 8990 чел. (2023).

## История
Поселение выросло при железнодорожной станции, возникшей при строительстве ж. д. Казань — Екатеринбург. Первоначально (1916 г.) — пос. Чад (название дано по р. Чад (Чадок)). С 10 июня 1931 по 16 июня 1960 г. — центр Щучье-Озерского района, с 15 июня 1960 г. — Октябрьского (перерыв с 1 февр. 1963 по 12 янв. 1965 г.). 19 дек. 1957 г. получил статус поселка городского типа и новое наименование — Октябрьский (в честь «Великого Октября»). С 1929 по 1954 г. здесь существовала промартель «Пятилетка». Кроме того, в 1930—1950-х гг. работали промартели и леспромартели им. Чапаева, им. Чкалова, им. Кирова. С 30 окт. 1952 по 1958 г. действовала Сарсинская МТС. Существовавший в поселке райпромкомбинат был преобразован в 1958 году в известковый завод. Некоторое время (1950—1960-е гг.) здесь находилась контора Астраханского леспромхоза. В 1963 году создана Октябрьская межколхозная птицефабрика (ранее, в 1940-х гг., существовал птицекомбинат). 23 апр. 1969 г. образована Октябрьская птицефабрика. 29 авг. 1979 г. пущен в действие асфальто-смесительный завод. Экономика: предприятия, связанные с переработкой сельскохозяйственной продукции ООО «Октябрьский маслозавод», Октябрьская птицефабрика, ООО «Октябрьское», Октябрьское хлебоприёмное предприятие, хлебокомбинат, колбасный модуль Октябрьского райпо, хлебозавод ООО «Арго»; промышленные и сервисные предприятия — Октябрьское дорожное ремонтно-строительное управление ОГУП «Пермавтодор»,ОАО «Октябрьскдорстрой», Октябрьское предприятие по снабжению топливом, ООО «Октябрьский агроснаб», ООО «Центр технического сервиса», линейное производственное управление магистральных газопроводов «Алмазное», КСК «Алмазная», ООО «Газстройдеталь», МП «Водоканал», пожарная часть, Октябрьское производственное управление жилищно-коммунального хозяйства, филиал ЗАО «Фирма Уралгазсервис», Дом быта МПБО «Универсал», ООО «Лессервис», АТП «Автотранспортник», автоперевозки ЧП Аристов, автостанция; ООО «Центр землеустроительный южный», ветеринарная станция, санитарно-техническое предприятие ООО «Триада», Октябрьский сельский лесхоз, Октябрьское лесничество; предприятия и организации торговли — райпо, рынок, торговая база, ООО «Торговый дом Солмикс», ООО «Агрооптторг», ООО «Вилс — Инвест», гастроном; районный узел почтовой связи.
Решением исполкома Пермского областного Совета депутатов трудящихся от 19 декабря 1957 года населённый пункт при железнодорожной станции Чад Щучье-Озерского района отнесен к категории рабочих поселков, с присвоением ему наименования — рабочий посёлок Октябрьский.

## Герб поселка
Геральдическое описание герба гласит: "Фигура женщины в синем (лазоревом) одеянии на золотом поле, в левой руке красное лукошко с золотыми зернами, правой рукой бросает золотые зерна. Слева серебряный столб с голубыми (лазоревыми) цветами лотоса. Оконечность щита — зелень. Щит венчает двухбашенная серебряная крона. Щит украшен золотым венком колосьев, перевитых Андреевской лентой. Под щитом по ленте красным «Октябрьский». Вариант: во главе щита (1/3) на красном поле серебряный идущий медведь, несущий на спине золотое Евангелие, на котором серебряный крест (основная гербовая фигура герба Пермской области). Допускается использование герба с гербом Пермской области и без него.
Утвержден решением Земского собрания Октябрьского района 9 апреля 2001 года. Автор герба Ю. К. Николаев. Художник А. П. Зырянов.

## Население
| 1959   | 2002    | 2006    | 2007    | 2009    | 2010  | 2012  | 2013  | 2014  |
| ------ | ------- | ------- | ------- | ------- | ----- | ----- | ----- | ----- |
| 10 032 | ↗10 039 | ↗10 200 | ↗10 400 | ↗10 658 | ↘9845 | ↗9917 | ↘9850 | ↘9844 |
| 2015   | 2016    | 2017    | 2018    | 2019    | 2020  | 2021  | 2023  |       |
| ↗9894  | ↗9943   | ↗9961   | ↘9888   | ↘9866   | ↗9900 | ↘9036 | ↘8990 |       |